# August Toepler
August Joseph Ignaz Toepler (Brühl, 7 de setembro de 1836 – Dresden, 6 de março de 1912) foi um físico alemão conhecido pelas suas experiências em eletrostática. Desenvolveu em 1865 a chamada máquina de Toepler, uma máquina eletrostática de influência, para utilização em fotografia com raios X. Versões melhoradas desta máquina foram produzidas por Wilhelm Holtz, Roger e Robert J. Voss.

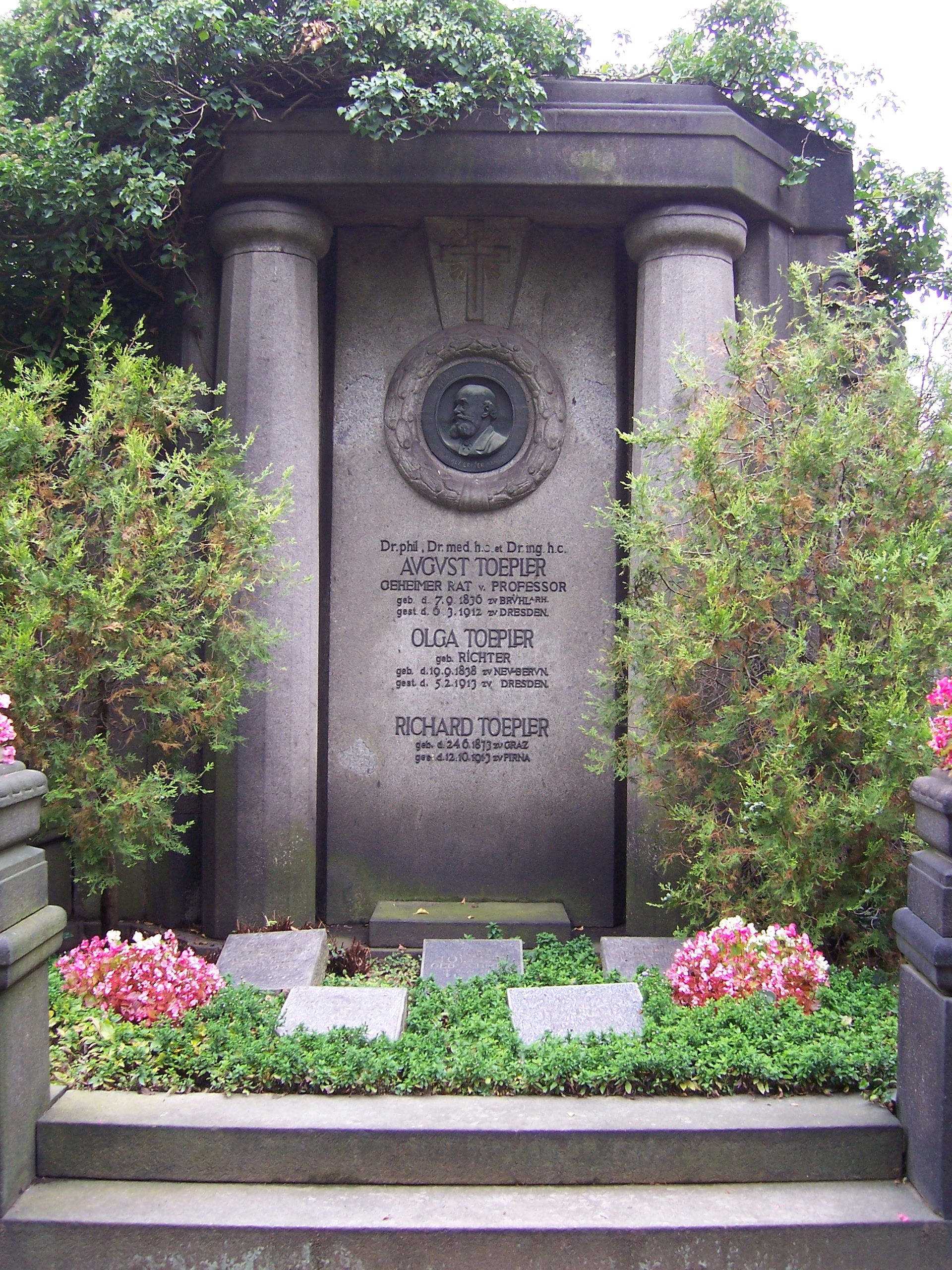
Sepultura no Johannisfriedhof em Dresden